# Vainius
Vainius o Voin (... – morto tra il 1338 e il 1342) fu Principe di Polack dal 1315 alla sua morte.
Si sa molto poco di Vainius, fratello di Gediminas, Granduca di Lituania e figlio di Butvydas. Viene menzionato per la prima volta in fonti scritte nel 1324. Nel 1328, già in qualità di principe di Polack, firmò un trattato con l'Ordine di Livonia e Novgorod. Il suo unico figlio di cui si hanno notizie, Liubko, morì nel 1342 in una battaglia combattuta contro l'Ordine di Livonia.
A succedere Vainius fu Narimantas, in carica dal 1336 al 1345.